# Георг II фон Пуххайм
Георг II фон Пуххайм (на немски: Georg II von Püchheim, Herr von Raabs, Heidenreichstein; † 7 август 1458) е австрийски благородник от стария рицарски род Пуххайм (Buchheim/Puchheim), господар на Пуххайм в Горна Австрия и Рабс и в Хайденрайхщайн в Долна Австрия.

## Произход и наследство
Той е син на Алберт V фон Пуххайм († сл. 1420/1430) и съпругата му Маргерита фон Екартзау, дъщеря на Шадолт фон Екартзау 'Стария' († 1382) и Кунигунда фон Капелен. Внук е на Алберт III фон Пуххайм († 1383/1384) и втората му съпруга Схоластика фон Щархемберг († 1385). Сестра му Анна фон Пуххайм се омъжва за Хартнайд фон Потендорф († 19 март 1426), син на Албрехт фон Потендорф († 1394) и Анна фон Петау († пр. 1381).
Родът фон Пуххайм получава през 1551 г. крепостта замък Пуххайм, който изгаря през 1585 г. и на неговото място се построява четирикрилен дворец в стил Ренесанс. Фамилията притежава от 1378 до 1701 г. замък Рабс и през 1548 – 1571 г. дворец Крумбах в Долна Австрия.
- Замък Пуххайм (1674)
- Дворец Пуххайм
- Замък Рабс
- Водният замък Хайденрайхщайн

## Фамилия
Георг II фон Пуххайм се жени за Катерина фон Потендорф, дъщеря на Кристоф фон Потендорф-Кирхшлаг († 1465/1468) и Агнес фон Хоенберг († 1488); или за Маргарета фон Швамберг († сл. 1464/1479), дъщеря на Хайнрих (Хинек) Крушина фон Швамберг († пр. 1479) и Маргарета фон Плауен († сл. 1479), дъщеря на
Хайнрих I фон Плауен 'Млади', бургграф на Майсен († 1446/1447), и Маргарета фон дер Даме († 1412). Те имат един син:
- Балтзар фон Пуххайм († 1504), господар на Пуххайм в Крупах, женен за Хелена фон Потендорф, дъщеря на Кристоф фон Потендорф; родители на:
  - Георг IV фон Пуххайм-Крумбах (* ок. 1486; † 1531), фрайхер на Крумбах, женен за Сабина Поликсена фон Волкенщайн-Роденег († 1494), дъщеря на Йохан фон Волкенщайн-Роденег († 1494) и Гертруд де Монтани; родители на:
    - Андреас фон Пуххайм († 1558), фрайхер на Рабс и Крумбах, женен ок. 1540 г. за Пракседис фон Еберщайн (* 1514; † 10 октомври 1569); имат двама сина